# Галовац (језеро)
Галовац је треће по површини и дубини Плитвичко језеро. Дугачко је 580 м, широко 350 м, са највећом дубином од 24 метра. Због велике дубине језерска вода је тамнозелене боје. Окружено је стаблима четинара.
Западну страну језера чини широка пречага, преко које се обрушава Галовички бук, вода Батиновца, Вира и Малог језера. Бук је висок 28 метара, а широк 5 метара. Око Галовца урађене су стазе за посетиоце. Једна од њих води то Томићеевог погледа – видиковца, којег се пружа поглед на Плитвичка језера.